# Acrolophus violacellus
Acrolophus violacellus är en fjärilsart som beskrevs av William Beutenmüller 1887. Acrolophus violacellus ingår i släktet Acrolophus och familjen Acrolophidae. Inga underarter finns listade i Catalogue of Life.